# Wilhelm Häusler
Wilhelm Häusler (geboren 15. Juni 1881 in Graupen, Österreich-Ungarn; gestorben 6. Februar 1969 in Hof (Saale)) war ein deutscher sozialdemokratischer Politiker und Abgeordneter im Tschechoslowakischen Abgeordnetenhaus.

## Leben
Wilhelm Häusler war Sohn eines Fabrikarbeiters. Nach einer fünfklassigen Volksschule erlernte er die Handdruckerei in einer Wachstuchfabrik. 1905 wurde er Gewerkschafter und schloss sich der österreichischen Sozialdemokratie an. In der Tschechoslowakei wurde er 1918 Gewerkschaftssekretär der Textilarbeitergewerkschaft in Mährisch-Schönberg und wurde 1919 als DSAP-Mitglied in den Gemeinderat gewählt. 1920 erfolgte seine Wahl in das Tschechoslowakische Abgeordnetenhaus. 1925 schied er aus dem Parlament aus und er wurde für die Wahlperiode von 1929 bis 1935 erneut gewählt. Von 1932 bis 1935 gehörte Häusler dem Parteivorstand der DSAP als Ersatzmann an. 
Häusler wurde 1945 aus der Tschechoslowakei vertrieben und wohnte seither in Bayern. 